# Даница Веселиновић
Даница Веселиновић (Лозница, 1992) српска је ликовна уметница и педагошкиња млађе генерације. Поштоватељка је националне традиције и историје. Због те чињенице, њен уметнички рад и ангажовање све више иду у правцу калиграфије, која је њен  лични ликовни израз за очување националног писма.

## Биографија
Завршила је 2011. године Школу примењених уметности у Шапцу, а затим је 2015. године дипломирала на Факултету савремених уметности (ФСУ) у Београду, на катедри за зидно сликарство, у класи професора Саше Филиповића.
Упоредо са редовним школовањем, у периоду од 2009. до 2018. године, усавршавала је цртање и сликање у ауторском сликарском атељеу професора Драгише Марсенића Марсе у Шапцу и радионици мозаика професора Петра Вујошевића у Београду.
Чланица управног одбора Студентског културног центра у Београду, Друштва за неговање традиција ослободилачких ратова Србије до 1918. и Националне асоцијације за старе и уметничке занате и домаћу радиност „Наше руке”.
Од 2020. године је чланица УЛУПУДС-а.

## Ангажовања у струци/Едукатор на пројектима
Од 2016. године као професор калиграфије, одржава редовне изложбе и промоцију калиграфских радова својих ученика у галеријском простору Центра за образовање „Ђуро Салај” у Београду. У овом простору 2018. године заједно са колегама и ученицима организује и прву хуманитарну изложбу.
Као едукатор и презентер калиграфије држала је предавања широм  земље и у иностранству. 
Од 2014. године, национално писмо и калиграфију Даница је представила у Абу Дабију, Дубаију, Москви, Улму, Цељу, Софији, Подгорици,  Стразбуру, али и многим местима наше земље - Београд, Земун, Сремска Митровица, Лозница, Тршић, Смедерево, Костолац, Пожаревац, Велико Градиште, Голубац, Ниш, Гуча, Пожега, Нова Варош, Златибор, Ваљево, Краљево, Ковин, Бач, Тара, Дивчибаре.
Од 2016. године, ангажована као сликар на изради мурала, показује свој сликарски таленат и ван галеријског простора:  
- 2021. Мурал „Your Zanzibar place”, Танзанија, Занзибар[1]
- 2019. Мурал „Бршљан”, фирма „Хедера Вита”, Лозница
- 2018. Мурал на згради Библиотеке Вуковог завичаја, Лозница,
- 2017. Мурал „Бањски курсалон”, просторије ТОГЛ, Лозница,
- 2016. Мурал „Како је настала радост“, зграда ОШ „Свети Сава” Липнички Шор, Лозница,
- 2016. Мурал „Поглед  у  природу”, зграда архитекте Николе Несторовића, Кнеза Милоша 19 (део заштићеног културног наслеђа), Београд.

## Самосталне изложбе, модне ревије
- 2021.

Изложба „Апстрактна архитектура”, Галерија Београдске тврђаве у Унутрашњој Стамбол капији
- 2020.

„Испод површине реалности“, изложба слика и акварела, Галерија Центра за културу Мајданпек
Изложба акварела „Ритам нереда”, Центар за културу Гроцка
- 2019.

Изложба акварела, Дом културе Старчево, Галерија „Боем”, Старчево
Изложба слика, Легат Милића од Мачве, Крушевац
Изложба слика, Галерија Маржик, Краљево
„Живот обојен Хаосом“, изложба слика, Галерија савремене уметности Кучево
- 2017.

„Креативни хаос” изложба акварела, Културни центар „Лаза Костић” Сомбор
- 2016.

„Креативни хаос” изложба акварела, Музеј Срема Сремска Митровица
„Неред-инспиративни склад”, изложба акварела, Студио Ш.У.Н.Д.- Београд
- 2014.

„Неред-инспиративни склад”, изложба акварела, Студентски културни центар, „Срећна галерија”- Београд
Модна ревија, колекција „Зелена колекција”, Дани добре забаве, ТЦ Рода, Шабац
- 2010.

Модна ревија, колекција „Чаролија”, 5. Šabac Fashion Day, Културни центар Шабац
- 2009.

„Изложба калиграфије”, Галерија Школе примењених уметности- Шабац
„Моји први кораци”, изложба цртежа и слика, Галерија „Мина Караџић” Лозница

## Колективне изложбе
- 2021.

Центар за културу Гроцка, Гроцка- Изложба „Новогодишњи Варошки салон“;
Мала галерија УЛУПУДС-а, Београд - Изложба „Минијатура 6“
Кућа Краља Петра I, Сењак, Београд- Изложба калиграфије „Реч по Реч“
Галерија Културно- туристичког центра „Стефан Немања”, Лапово – XV  међународна изложба „Град музеј железнице Лапово”
Галерија Центра за културу Мајданпек- XIX међународна изложба “Жене сликари”
Студентски културни центар, Нови Београд - VII Бијенале акварела малог формата
Студентски културни центар, Нови Београд – Мајска изложба новобеоградских уметника
, Пловдив, Бугарска - Изложба мозаика „Балкански мостови“
- 2020.

Центар за културу Гроцка, Гроцка - Изложба „Новогодишњи Варошки салон“;
Мала галерија УЛУПУДС-а, Београд- Изложба „Минијатура 5“;
Изложба „Мали формат УЛУПУДС-а“: Галерија Масука- Центар за културу Велика Плана, Галерија Мира Бртка- Центар за културу Стара Пазова, Галерија КЦ Параћин, Галерија КЦ Јагодина, Центар за културу Св. Стефан Деспот српски – Деспотовац, Градска галерија Ариље, Културни центар Крушевац - Легат Милића од Мачве, Галерија Сингидунум Београд;
Биоскоп Балкан, Београд- 52. Мајска изложба УЛУПУДС-а „Уметнички преврат“;
Галерија Сингидунум, Београд- Годишња изложба сликарско-графичке секције УЛУПУДС-а;
Галерија Културно- туристичког центра „Стефан Немања”, Лапово – XIV међународна изложба „Град музеј железнице Лапово”
Српски културни центар, Атланта, Џорџија, САД - III Међународна изложба слика „Touch”
Галерија Центра за културу Мајданпек, Мајданпек - XVIII Међународна изложба „Жене сликари”
Студентски културни центар, Нови Београд – Пролећна изложба новобеоградских уметника
Модерна галерија Културног центра, Горњи Милановац - Међународни бијенале уметности минијатуре
Галерија СУЛУЈ, Београд - Изложба новопримљених чланова УЛУПУДС-а
,  , Адис Абеба, Етиопија - Изложба радова насталих на Првом Адис интернационалном уметничком симпозијуму
- 2019.

Центар за културу Гроцка, Гроцка - Изложба „Новогодишњи Варошки салон“
Мала галерија УЛУПУДС-а, Београд - Изложба „Минијатура 4“
Конак кнегиње Љубице, Београд - Изложба слика „Корени“
Галерија Културног центра „Бански двор“, Бањалука, Република Српска - VI Бијенале акварела малог формата
Галерија 73, Београд - Изложба радова “Сликарска колонија- Ада 2019”
Галерија “Маржик”, Краљево - Изложба слика „Ликовна колонија Студеница 2019“
Мала галерија УЛУПУДС-а, Београд- XIV Изложба „Мозаик малог формата“
Центар за културу „Свети Стефан деспот српски“, Деспотовац - VI Бијенале акварела малог формата
Галерија Културно- туристичког центра „Стефан Немања“, Лапово - XIII међународна изложба „Град музеј железнице Лапово“
Музеј Козаре, Приједор, Република Српска - VI Бијенале акварела малог формата
Студентски културни центар, Нови Београд - Мајска изложба новобеоградских уметника
Галерија Културног центра Врбас - 45. Палета младих Врбас
Галерија Центра за културу Мајданпек, Мајданпек - XVII међународна изложба “Жене сликари”
Студентски културни центар, Нови Београд - VI Бијенале акварела малог формата
, Пловдив, Бугарска - Изложба мозаика „Балкански мостови“
Галерија ‘Х VITAMIN’, Београд - Изложба професора и студената ФСУ
Манакова кућа, Београд- Изложба „Пола века у Манаковој кући“
- 2018.

Арт-кафе галерија „Бети Форд“- Изложба „Рефлексија 2018.“
Мала галерија УЛУПУДС-а, Београд - Изложба „Минијатура 3“
Кућа легата, Београд- Београдски фестивал мозаика 2018.
Галерија 73, Београд- Изложба радова „Сликарска колонија - Ада 2018”
Народни музеј Краљево- Новембарски салон визуелних уметности 2018.
Центар за културу Мајданпек, Мајданпек - VII Међународна изложба „Уметност у минијатури”
Дорћол платз, Београд- Изложба радова постдипломаца ФСУ
Студентски културни центар, Нови Београд - Мајска изложба новобеоградских уметника
Галерија Библиотеке Вељко Дугошевић, Голубац - 1. изложба малог формата
- 2017.

Галерија  Центра за културу и уметност Алексинац - Изложба радова студената Факултета савремених уметности
Галерија 73, Београд- Изложба радова “Сликарска колонија - Ада 2017”
Ликовни салон Дома културе Трстеник - V Бијенале акварела малог формата
Центар за културу Мајданпек, Мајданпек – VIII Међународна изложба „Уметност у минијатури”
Вестибил градске куће, Суботица - Изложба слика  „Ликовна колонија- Видовдан 2016-2017”
Музеј Козаре, Приједор, Република Српска -  Бијенале акварела малог формата
Студентски културни центар, Нови Београд - Мајска изложба новобеоградских уметника
Студентски културни центар, Нови Београд -  Бијенале акварела малог формата
„E Gallery”, Београд- VI Изложба радова младих уметника
- 2016.

Галерија 73, Београд- Изложба радова „Сликарска колонија- Ада 2016”
Музеј примењених уметности, Београд - VII Међународна изложба „Уметност у минијатури”
Центар за културу Мајданпек, Мајданпек - VII  Међународна изложба „Уметност у минијатури”
Галерија Народне библиотеке “Вук Караџић”, Крагујевац - Изложба „Наша младост”- радови студената ликовних уметности
Велики барутни магацин- Београдска тврђава, Београд - Изложба радова студената Факултета савремених уметности
Дом културе Грачаница, Грачаница - Изложба слика „Ликовна колонија-Видовдан 2016”
Галерија  Универзитетске библиотеке „Светозар Марковић”, Београд- Изложба цртежa студената Факултета савремених уметности
„”, Београд - V Изложба радова младих уметника
Унутрашња Стамбол капија - Београдска тврђава, Београд - Изложба цртежа студената Факултета  савремених  уметности
Центар за културу Мајданпек, Мајданпек - XIV међународна изложба „Жене сликари”
Галерија савремене уметности, Пожаревац,  Изложба „Боје у нама”, група аутора
Кафе галерија “Петак”, Београд - Изложба „Боје у нама”, група аутора
- 2015.

Галерија Месне заједнице „Вељко Влаховић” Багљаш, Зрењанин - IV Бијенале акварела малог формата
Галерија „Прогрес”, Београд - Изложба радова студената Факултета савремених уметности
Музеј Козаре, Приједор, Република Српска -  Бијенале акварела малог формата
Галерија Универзитетске библиотеке „Светозар Марковић”, Београд- Изложба цртежа студената Факултета савремених уметности
Студентски културни центар, Нови Београд -  Бијенале акварела малог формата
- 2014.

Галерија  Универзитетске библиотеке „Светозар Марковић”, Београд- Изложба цртежа студената Факултета савремених уметности
Галерија „Маржик”, Краљево, Интернационални салон графике

## Ликовни пројекти и симпозијуми
- 2020.

, Адис Абеба, Етиопија
- 2019.

VI Интернационални „Burullus“ симпозијум, Александрија, Египат
Ликовна колонија „Студеница“, Манастир Студеница
 Ликовна колонија „Каленић 2019“, Манастир Каленић
 Саборовање у част Богородици тројеручици, Нови Козарци, Кикинда
 Сликарска колонија “Ада 2019”, Београд
- 2018.

 Сликарска колонија „Ада 2018”, Београд
- 2017.

 Сликарска колонија „Ада 2017”, Београд
- 2016.

 Сликарска колонија „Ада 2016”, Београд
 Ликовна колонија „Видовдан 2016”, Грачаница, Косово и Метохија
- 2014.

+Међународни пројекат „Млади у акцији”, Топола
 Ликовна колонија „Дубље 2014”, Дубље
- 2009.

 Ликовна колонија „Чокешина 2009”, Манастир Чокешина

## Награде и признања
- 2019. Прва награда за сликарство, XVII међународна изложба „Жене сликари”, Мајданпек
- 2014. Награда за цртеж Факултета савремених уметности, Београд